# اتفاقية لاهاي للأحكام
اتفاقية لاهاي للأحكام ورسميًا اتفاقية 2 يوليو 2019 بشأن الاعتراف بالأحكام الأجنبية وإنفاذها في المسائل المدنية أو المعاهدة التجارية هي معاهدة دولية أبرمت في مؤتمر لاهاي للقانون الدولي الخاص. تم إبرامها في عام 2019 في لاهاي، ولم تدخل حيز التنفيذ. تحكم الاتفاقية الاعتراف بالأحكام في المسائل المدنية والتجارية.

## التاريخ
بدأ مؤتمر لاهاي بـ «مشروع الأحكام» في عام 1996: وضع اتفاقية بشأن الاختصاص القضائي والاعتراف بالأحكام. يمكن تصنيف الولاية القضائية ضمن مثل هذه الاتفاقية إلى ثلاث فئات: أسس الاختصاص التي كانت إلزامية أو اختيارية أو محظورة. بما أن المفاوضين لم يتمكنوا من التوصل إلى توافق في الآراء بشأن مثل هذه الاتفاقية، فقد تم تقليص نطاق العمل إلى الولاية القضائية والاعتراف بالقرارات بناءً على اتفاق اختيار المحكمة بين الأطراف. خلال المفاوضات تم وضع أوجه تشابه بين اتفاقية الاعتراف بقرارات التحكيم الأجنبية، حيث كان الهدف هو إنشاء نظام للاعتراف بالقرارات بناءً على قضايا المحكمة حيث تم اختيار المحكمة وفقًا لاتفاقيات اختيار المحكمة، والتي من شأنها إنشاء نفس المستوى القابلية للتنبؤ والإنفاذ كما هو الحال في قرارات التحكيم في دول اتفاقية نيويورك. أدت الجهود في عام 2005 إلى اتفاقية ذات نطاق أضيق: اتفاقية لاهاي لاختيار المحكمة التي تركز على الاعتراف بالأحكام حيث تم افتراض الولاية القضائية على أساس اتفاق اختيار المحكمة بين الأطراف. بعد انتهاء الاتفاقية أدت جولات جديدة من المفاوضات إلى إبرام هذه الاتفاقية.

## الانضمام
يمكن لجميع الدول أن تصبح أطرافًا في الاتفاقية، إما من خلال التوقيع يليه التصديق أو القبول، أو بالانضمام. تدخل الاتفاقية حيز التنفيذ بعد عام واحد من قيام دولتين بإيداع وثائق التصديق أو الانضمام. إذا اعترض أحد الأطراف على تصديق أو انضمام طرف آخر، فلن تدخل الاتفاقية حيز التنفيذ فيما يتعلق بهذه الأطراف. يمكن أيضًا لمنظمات التكامل الاقتصادي الإقليمية (مثل الاتحاد الأوروبي) أن تصبح طرفًا إذا كانت هذه المنظمة تحكم الاعتراف بالأحكام. تم التوقيع على الاتفاقية في يوم إبرامها من قبل أوروغواي، وفي عام 2020 من قبل أوكرانيا.